# 우리는 언제나 성에 살았다
《우리는 언제나 성에 살았다》(영어: We Have Always Lived in the Castle)는 셜리 잭슨의 1962년 장편 미스터리 스릴러 소설로, 그의 유작이다. 다수의 마을 사람들의 증오를 산 자매를 주인공으로 평범한 마을 사람들 속에 숨겨진 악의와 광기를 특유의 가시 돋친 시선으로 파헤친다. 대한민국에는 엘릭시르에서 성문영 번역으로 출간되었다.